# Сучич, Петар
Пе́тар Су́чич (босн. Petar Sučić; род. 25 октября 2003, Ливно) — боснийский и хорватский футболист, полузащитник итальянского клуба «Интернационале» и сборной Хорватии.

## Клубная карьера
Сучич — воспитанник клубов «Спортпревент Бугойно», «Искра» и «Зриньски». В январе 2022 года Петар подписал контракт на 5 лет с загребским «Динамо», но сразу же был отдан в аренду в «Зриньски». 24 июля в матче против «Железничара» он дебютировал в чемпионате Боснии и Герцеговины. По итогам сезона игрок помог клубу выиграть чемпионат и завоевать национальный кубок. По окончании аренды Сучич вернулся в «Динамо». 21 июля 2023 года в матче против сплитского «Хайдука» он дебютировал в чемпионате Хорватии. В том же году игрок помог клубу выиграть Суперкубок Хорватии.
4 июня 2025 года Сучич присоединился к итальянскому клубу Серии А «Интер», подписав пятилетний контракт.

## Достижения
«Зриньски»
- Чемпион Боснии и Герцеговины: 2022/23
- Обладатель Кубка Боснии и Герцеговины: 2022/23

«Динамо» (Загреб)
- Чемпион Хорватии: 2023/24
- Обладатель Кубка Хорватии: 2023/24
- Обладатель Суперкубка Хорватии: 2023